# Llau de les Clots
La llau de les Clots és una llau del terme de Conca de Dalt, al Pallars Jussà, dins de l'antic terme d'Hortoneda de la Conca, en terres del poble d'Hortoneda.
Es forma a 1.100 m. alt. al sud-oest de les Bordes de Segan, des d'on davalla cap a l'oest-sud-oest per abocar-se de seguida en la llau de Lleixier, sempre a l'extrem oriental de la Solana de Montpedrós, al nord-est del Serrat de Segan.